# Horácio de Almeida (Menschenrechtler)
1. WEITERLEITUNG Horácio de Almeida (Menschenrechtsaktivist)